# 伝媒大学駅

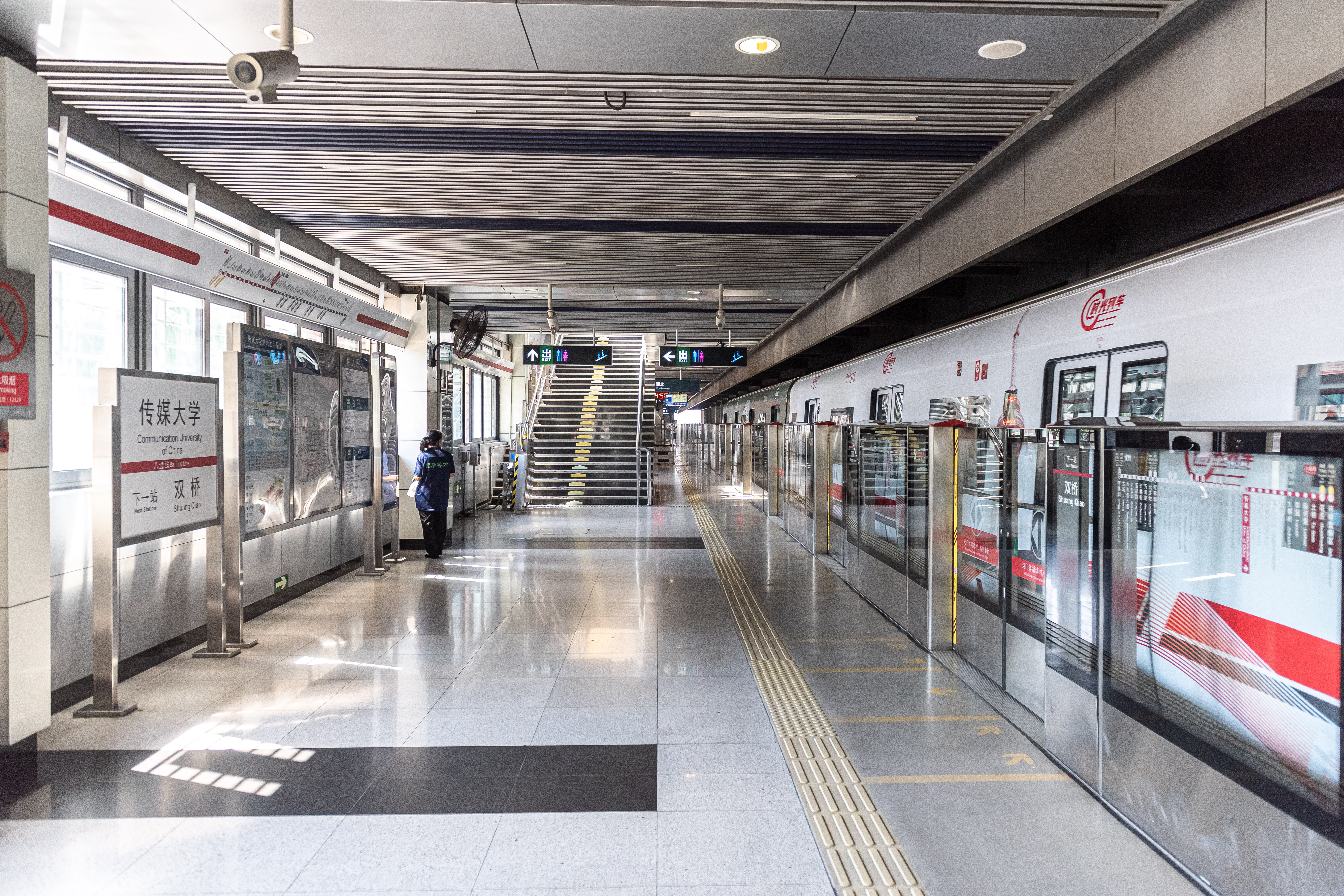
ホーム

伝媒大学駅（でんばいだいがく-えき）は中華人民共和国北京市朝陽区に位置する北京地下鉄八通線の駅。駅番号は BT04。

## 駅構造
- 相対式ホーム2面2線の地上駅。

## 駅周辺
- 中国伝媒大学
- 北京第二外国語学院

## 歴史
- 2003年12月27日 - 「広播学院駅」として開業。
- 2007年4月 - 「伝媒大学駅」へ改名[1]。

## 隣の駅
■北京地下鉄八通線
高碑店駅 (BT03) - 伝媒大学駅 (BT04) - 双橋駅 (BT05)